# Mohamed Daramy
Mohammed Daramy (Hvidovre, Copenhague, 7 de enero de 2002) es un futbolista danés que juega de delantero y su equipo es el Stade de Reims de la Ligue 2.

## Trayectoria
Daramy entró a las inferiores del F. C. Copenhague proveniente del Hvidovre IF en la categoría sub-14. A la edad de 15 años, Daramy ya era el goleador del equipo sub-17 del club, y en octubre de 2017 firmó una extensión de contrato hasta 2020.
A los 16 años y 263 días, Daramy fue el jugador más joven en anotar un gol con el F. C. Copenhague, fue en su debut contra el Viby en la Copa de Dinamarca. Debutó en la Superliga de Dinamarca el 12 de febrero de 2019 contra el AC Horsens. Anotó su primer gol en la primera división el 31 de marzo de 2019 en la victoria por 1-0 al Esbjerg fB.
El 3 de abril de 2019 firmó su primer contrato profesional con el club.
El 22 de agosto de 2021 el Ajax de Ámsterdam anunció que había llegado a un acuerdo con el club danés para su traspaso a cambio de 12 millones de euros más uno variable. La otra parte implicada también confirmó el acuerdo además de indicar que permanecería allí al menos hasta el día 27 del mismo mes. El día 28 se cerró el traspaso y firmó por cinco años con el equipo neerlandés.
El 3 de agosto de 2022 regresó al F. C. Copenhague tras llegar a un acuerdo para su cesión durante toda la temporada. La siguiente fue traspasado al Stade de Reims y firmó un contrato de cinco años de duración.

## Selección nacional
El 1 de septiembre de 2021 debutó con la selección de Dinamarca en un partido de clasificación para el Mundial 2022 ante Escocia que ganaron por dos a cero.

## Estadísticas

### Clubes
Actualizado al último partido disputado el 6 de octubre de 2024.
| Club                             | Div.          | Temporada     | Liga  | Liga  | Copas nacionales | Copas nacionales | Copas internacionales | Copas internacionales | Total | Total |
| Club                             | Div.          | Temporada     | Part. | Goles | Part.            | Goles            | Part.                 | Goles                 | Part. | Goles |
| -------------------------------- | ------------- | ------------- | ----- | ----- | ---------------- | ---------------- | --------------------- | --------------------- | ----- | ----- |
| F. C. Copenhague Dinamarca       | 1.ª           | 2018-19       | 11    | 1     | 1                | 1                | 0                     | 0                     | 12    | 2     |
| F. C. Copenhague Dinamarca       | 1.ª           | 2019-20       | 29    | 4     | 3                | 2                | 9                     | 1                     | 41    | 7     |
| F. C. Copenhague Dinamarca       | 1.ª           | 2020-21       | 28    | 5     | 1                | 0                | 0                     | 0                     | 29    | 5     |
| F. C. Copenhague Dinamarca       | 1.ª           | 2021-22       | 6     | 2     | ―                | ―                | 5                     | 2                     | 11    | 4     |
| Jong Ajax · Países Bajos         | 2.ª           | 2021-22       | 9     | 1     | ―                | ―                | ―                     | ―                     | 9     | 1     |
| Jong Ajax · Países Bajos         | Total club    | Total club    | 9     | 1     | 0                | 0                | 0                     | 0                     | 9     | 1     |
| Ajax de Ámsterdam · Países Bajos | 1.ª           | 2021-22       | 12    | 1     | 2                | 2                | 2                     | 0                     | 16    | 3     |
| Ajax de Ámsterdam · Países Bajos | Total club    | Total club    | 12    | 1     | 2                | 2                | 2                     | 0                     | 16    | 3     |
| F. C. Copenhague Dinamarca       | 1.ª           | 2022-23       | 28    | 8     | 6                | 1                | 7                     | 0                     | 41    | 9     |
| F. C. Copenhague Dinamarca       | Total club    | Total club    | 102   | 20    | 11               | 4                | 21                    | 3                     | 134   | 27    |
| Stade de Reims Francia           | 1.ª           | 2023-24       | 25    | 4     | 2                | 1                | ―                     | ―                     | 27    | 5     |
| Stade de Reims Francia           | 1.ª           | 2024-25       | 2     | 0     | 0                | 0                | ―                     | ―                     | 2     | 0     |
| Stade de Reims Francia           | Total club    | Total club    | 27    | 4     | 2                | 1                | 0                     | 0                     | 29    | 5     |
| Total carrera                    | Total carrera | Total carrera | 150   | 26    | 15               | 7                | 23                    | 3                     | 188   | 36    |
| 1. 2.                            |               |               |       |       |                  |                  |                       |                       |       |       |

## Palmarés

### Títulos nacionales
| Título                 | Club              | País         | Año     |
| ---------------------- | ----------------- | ------------ | ------- |
| Superliga de Dinamarca | F. C. Copenhague  | Dinamarca    | 2018-19 |
| Eredivisie             | Ajax de Ámsterdam | Países Bajos | 2021-22 |
| Copa de Dinamarca      | F. C. Copenhague  | Dinamarca    | 2022-23 |
| Superliga de Dinamarca | F. C. Copenhague  | Dinamarca    | 2022-23 |

## Vida personal
Daramy nació en Dinamarca, y sus padres son provenientes de Sierra Leona. En diciembre de 2018 obtuvo su pasaporte danés y el jugador expresó su intención de representar a Dinamarca a nivel internacional.